# Водонапорна кула
Водонапорна кула или водоснабдителна кула е съоръжение в системата на водоснабдяването, която служи за регулиране на напора и разхода на вода във водопроводната мрежа, създаване на запаси поради неравномерното водопотребление, и изравняване на графика на работа на водопомпената станция.
Водонапорни кули се изграждат на места, където няма близка естествена височина на релефа за изграждането на подземен резервоар/водоем.
Водонапорната кула се състои от резервоар за вода и опорна конструкция. Регулиращата ѝ функция се състои в това, че в часовете на понижено потребление на вода, остатъкът от водата, който се подава от водопомпената станция, се натрупва и съхранява във водонапорната кула, за да се изразходва от нея в часовете на увеличено потребление на вода. Вместимостта на резервоара е от няколко десетки m3 (за малките водопроводи) до няколко хиляди m3 (в големите градски и промишлени водопроводи). Опорните конструкции се изработват основно от стомана, железобетон, понякога от тухли, а резервоарът – преимуществено от стомана и железобетон. Водонапорните кули са снабдени с тръби за отвеждане на водата, преливни устройства за предотвратяване на препълването, а също така и със система за измерване на нивото на водата и изпращане на сигнали в диспечерския пункт.

## Принцип на работа
Захранването с вода на свързаната с водоснабдителната мрежа сграда става с помощта на гравитационната сила и хидростатичното налягане, което се получава в резултат на това. При това, разположеният високо резервоар служи за изравнителен резервоар. Консумираната от мрежата вода води до намаляване на количеството вода в резервоара. Поради това този резервоар се попълва непрекъснато, така че нивото на вода в него да остава постоянно. По този начин налягането в мрежата на водата остава постоянно. Във водоснабдителни мрежи с водонапорни кули, помпите се използват изключително само за допълване на резервоара.
За достатъчно налягане в мрежата на водоснабдяване всички консуматори трябва да лежат по-ниско от водонапорната кула.
Алтернатива на водонапорните кули са разни изпълнения на помпени станции Тези алтернативи крият и определени рискове за здравето на хората.

## Галерия
- Водоснабдителна кула „Тауър Хил“ (1853 – 1854) Ланкашър, Великобритания
- Водоснабдителна кула „Хага“ (1874), Нидерландия
- Водоснабдителна кула (1875, възстановена 2012) в Канзас, САЩ
- Водоснабдителна кула в Мелбърн, Флорида, САЩ
- Водоснабдителна кула (1971) в Мисисага, Онтарио, Канада
- Мизпе Хаям, Нетаня, Израел